# Покровский сельсовет (Липецкая область)
Покро́вский сельсове́т — сельское поселение в составе Тербунского района Липецкой области.
Административный центр — село Покровское.

## История
Образовано на основании Закона Липецкой области от 02.07.2004 N 114-ОЗ «О наделении муниципальных образований в Липецкой области статусом городского округа, муниципального района, городского и сельского поселения». Границы поселения определены Законом Липецкой области от 23.09.2004 N 126-ОЗ «Об установлении границ муниципальных образований Липецкой области».

## Население
| 2009 | 2010 | 2012 | 2013 | 2014 | 2015 | 2016 |
| ---- | ---- | ---- | ---- | ---- | ---- | ---- |
| 706  | ↘650 | ↘637 | ↗648 | ↘635 | ↗642 | ↗652 |
| 2017 | 2018 | 2021 |      |      |      |      |
| ↗665 | ↘630 | ↘530 |      |      |      |      |

## Состав сельского поселения
| № | Населённый пункт | Тип населённого пункта       | Население |
| - | ---------------- | ---------------------------- | --------- |
| 1 | Грязновка        | деревня                      | ↘177      |
| 2 | Давыдовка        | деревня                      | →33       |
| 3 | Покровское       | село, административный центр | ↘440      |

## Экономика
Большинство сельскохозяйственных земель поселения обрабатывается ООО «Трио Плюс», часть земель принадлежит крестьянско-фермерским хозяйствам.
4 февраля 2009 года ООО «Трио Плюс» открыло молочный комплекс на 2400 голов. Планируется, что производство молока в сутки превысит 40 тонн, годовое производство — более 16 000 тонн. На комплексе работают около 70 человек.
На территории поселения функционирует 3 магазина и 1 павильон.

## Образование и культура
В поселении работают: детский сад, 9-летняя школа, дом культуры, библиотека.
В селе Покровское действует церковь Покрова Пресвятой Богородицы 

## Экологическая ситуация
Деятельность животноводческого комплекса ООО «Трио Плюс» приводит к загрязнению поверхностных водных объектов сточными водами и атмосферного воздуха.